# Institutionskennzeichen
Die Institutionskennzeichen (kurz: IK) sind bundesweit eindeutige, neunstellige Zahlen, mit deren Hilfe Abrechnungen und Qualitätssicherungsmaßnahmen im Bereich der deutschen Sozialversicherung einrichtungsübergreifend abgewickelt werden können. Hierbei erhalten alle Einrichtungen, die Leistungen nach dem Sozialgesetzbuch (SGB) erbringen, auf Antrag ein IK. Damit ist die Grundlage der Abrechnung mittels elektronischer Datenverarbeitung gelegt.
Das IK ist ein eindeutiges Merkmal für die Abrechnung mit den Trägern der Sozialversicherung. Vertragspartner, die im Rahmen der medizinischen und beruflichen Rehabilitation Leistungen erbringen, erhalten ein IK. 
Unter dem IK werden Name, Anschrift, Kreditinstitut und Kontonummer (IBAN und BIC) des IK-Inhabers (Zahlungsempfängers) gespeichert. Soll der Zahlungsverkehr über mehr als eine Bankverbindung abgewickelt werden, können mehrere verschiedene IK beantragt werden.

## Synonyme
Das Institutionskennzeichen der einzelnen Krankenkassen ist identisch mit der jeweiligen Versicherungsnummer (hier auch Kostenträgererkennung oder auf den vertragsärztlichen Formblättern („Muster“) kürzer Kostenträgerkennung genannt) auf der Vorderseite der Gesundheitskarte (unten links neben der Versichertennummer der versicherten Person). Die gesetzlichen Krankenkassen unterscheiden zwischen Abrechnungs‐IK und Kassensitz‐IK. Auf den aktuellen Gesundheitskarten steht Versicherung statt Versicherungsnummer. 2012 hieß es noch Kassen-Nummer, Kassennummer beziehungsweise Kassen-Nr.
Bei den Ärzten dagegen darf ihr Institutionskennzeichen nicht mit ihrer lebenslangen Arztnummer und nicht mit ihrer Betriebsstättennummer verwechselt werden.

## Rechtliche Grundlagen
Gemäß § 293 SGB V wird bei der Datenübermittlung zwischen den gesetzlichen Krankenkassen und den Leistungserbringern ein IK als eindeutige Identifizierung verwendet. Die Spitzenorganisationen der Sozialversicherungsträger haben zur Kennzeichnung der Vertragspartner eine Rahmenvereinbarung über die Einführung, Vergabe und Verwendung von IK abgeschlossen, die am 8. Februar 1979 in Kraft getreten ist.
Hierbei sind der bundeseinheitliche Aufbau des Kennzeichens sowie Vergabe und Abrechnungsverfahren festgelegt worden. Aufgrund der positiven Erfahrungen ist das IK in das Sozialgesetzbuch aufgenommen worden und wird seit 1. Januar 1989 als offizielles Kennzeichen der Leistungsträger und Leistungserbringer im Schriftverkehr und für Abrechnungszwecke verwandt (§ 293 SGB V).
Für den Bereich der Krankenkassen ist die Nutzung des IK im Schriftverkehr, einschließlich des Einsatzes von Datenträgern, beim Datenaustausch, für Maßnahmen zur Qualitätssicherung und für Abrechnungszwecke mit den anderen Trägern der Sozialversicherung und der Bundesagentur für Arbeit sowie mit ihren Vertragspartnern einschließlich deren Mitgliedern nach § 293 SGB V vorgeschrieben.

## Systematik
Ein IK unterteilt sich in 4 Ziffernbereiche:
- Die ersten 2 Ziffern ("Klassifikation") kennzeichnen die Art der Einrichtung oder die Personengruppe
- Die Ziffern 3 und 4 ("Regionalbereich") kennzeichnen das Bundesland der Einrichtung
- Die Ziffer 5 bis 8 ("Seriennummer") werden fortlaufend vergeben
- Die Ziffer 9 dient als Prüfziffer

Der OID für Institutskennzeichen ist 1.2.276.0.76.4.5, beantragt durch die Kassenärztliche Bundesvereinigung.

## Beispiel
Ein Krankentransportunternehmen (Klassifikation 60) im Bundesland Niedersachsen (Regionalbereich 03) wurde mit der Seriennummer 0008 erfasst. Das IK ohne Prüfziffer lautet dann: 60030008.

## Prüfverfahren
Um die IK auf Gültigkeit prüfen zu können, wird ein einfaches Verfahren angewendet, das mit dem Luhn-Algorithmus verwandt ist.
Beispiel:
Ein IK lautet 26032682 (ohne Prüfziffer). Da die Klassifikation nicht berücksichtigt wird, stehen für die Berechnung der Prüfziffer die Ziffern 032682 zur Verfügung. Die Berechnung erfolgt von rechts beginnend mit der Gewichtung 1,2,1,2,1,2. Danach wird von Ziffern größer 9 die 9 subtrahiert und anschließend werden die Quersummen der Produkte gebildet:
| Wert                                 | 0 | 3 | 2 | 6 | 8  | 2 |
| Multiplikator                        | 2 | 1 | 2 | 1 | 2  | 1 |
| Produkt                              | 0 | 3 | 4 | 6 | 16 | 2 |
| Nach Subtraktion der 9 bei Zahlen >9 | 0 | 3 | 4 | 6 | 7  | 2 |

Durch Addition dieser Zahlen ergibt sich die Quersumme 22.
Das Ergebnis wird durch 10 dividiert, ergibt 2, Rest 2.
Dieser verbleibende Rest 2 dient als Prüfziffer des IK und wird hinter der Einerstelle der Seriennummer angefügt.
Das vollständige IK lautet also 260326822.

### Beispielimplementierungen der Gültigkeitsprüfung des Institutionskennzeichens
Java
```
public
 
static
 
boolean
 
validate
(
String
 
value
)
 
{

    
try
 
{

      
var
 
asNumbers
 
=
 
Arrays
.
stream
(
value
.
split
(
""
)).
mapToInt
(
Integer
::
parseInt
).
toArray
();

      
// Die ersten zwei Ziffern sind Identifikationsnummern, die dazwischen dienen zur Summe

      
var
 
parts
 
=
 
Arrays
.
copyOfRange
(
asNumbers
,
 
2
,
 
asNumbers
.
length
 
-
 
1
);

      
// Die letzte Ziffer ist die Kontrollnummer

      
var
 
controlNumber
 
=
 
asNumbers
[
asNumbers
.
length
 
-
 
1
]
;

      
var
 
sum
 
=
 
0
;

      
for
 
(
int
 
i
 
=
 
0
;
 
i
 
<
 
parts
.
length
;
 
i
++
)
 
{

        
var
 
product
 
=
 
parts
[
i
]
 
*
 
(
i
 
%
 
2
 
==
 
1
 
?
 
1
 
:
 
2
);

        
sum
 
+=
 
product
 
>
 
9
 
?
 
product
 
-
 
9
 
:
 
product
;

      
}

      
return
 
sum
 
%
 
10
 
==
 
controlNumber
;

    
}
 
catch
 
(
NumberFormatException
 
exception
)
 
{

      
return
 
false
;

    
}

  
}

```

LotusScript 
```
Function
 
checkIK
(
pStrIK
 
As
 
String
)
 
As
 
Boolean

	
Print
 
"checkIK"

	
Dim
 
iIntChecksum
 
As
 
Integer

	
Dim
 
i
 
As
 
Integer

	
checkIK
 
=
 
False

	
pStrIK
 
=
 
Trim
(
pStrIK
)

	

	
If
 
pStrIK
 
=
 
""
 
Then
 
Error
 
10000
,
 
"Invalid Parameter, Parameter IK necessary."

	
If
 
Not
 
(
Len
(
pStrIK
)
 
=
 
7
 
Or
 
Len
(
pStrIK
)
 
=
 
9
)
 
Then
 
Error
 
10001
,
 
"Invalid Parameter, Parameter IK must have a length of 7 or 9 digits. Provided IK has only "
 
&
 
Len
(
pStrIK
)
 
&
 
" digits."

	
If
 
Not
 
Isnumeric
(
pStrIK
)
 
Then
 
Error
 
10002
,
 
"Invalid Parameter, Parameter IK must be numeric."

	
If
 
Len
(
pStrIk
)
 
=
 
9
 
Then
 
pStrIK
 
=
 
Right
(
pStrIK
,
 
7
)

	

	
For
 
i
 
=
 
1
 
To
 
Len
(
pStrIK
)
-
1

		
Print
 
"Verarbeite die "
 
&
 
i
 
&
 
"te Stelle: '"
 
&
 
Mid
(
pStrIk
,
 
i
,
 
1
)
 
&
 
"' - bisherige Checksum ist: "
 
&
 
iIntChecksum

		
If
 
i
 
Mod
 
2
 
=
 
0
 
Then
 
iIntChecksum
 
=
 
iIntChecksum
 
+
 
Cint
(
Mid
(
pStrIK
,
 
i
,
 
1
))

		
If
 
i
 
Mod
 
2
 
=
 
1
 
Then
 	

			
If
 
Cint
(
Mid
(
pStrIK
,
 
i
,
 
1
))
 
>=
 
5
 
Then
 

				
iIntChecksum
 
=
 
iIntChecksum
 
+
 
(((
Cint
(
Mid
(
pStrIK
,
 
i
,
 
1
))
-
5
)
*
2
)
+
1
)

			
Else

'nachfolgende Zeile: * 2 ergänzt, da sonst falscher Abgleich

                
iIntChecksum
 
=
 
iIntChecksum
 
+
 
Cint
(
Mid
(
pStrIK
,
 
i
,
 
1
))
 
*
 
2

			
End
 
If

		
End
 
If

		
Print
 
Chr
(
9
)
 
&
 
"Neue Checksum ist: "
 
&
 
iIntChecksum

	
Next

	

'	If Len(Cstr(iIntChecksum)) = 2 Then iIntChecksum = 	Cint(Mid(Cstr(iIntChecksum), 1, 1)) + Cint(Mid(Cstr(iIntChecksum), 2, 1))

'	If Len(Cstr(iIntChecksum)) = 2 Then iIntChecksum = 	Cint(Mid(Cstr(iIntChecksum), 1, 1)) + Cint(Mid(Cstr(iIntChecksum), 2, 1))

	

	
If
 
iIntChecksum
 
Mod
 
10
 
=
 
Cint
(
Mid
(
pStrIK
,
 
7
,
 
1
))
 
Then
 
checkIK
 
=
 
True

End
 
Function

```

PHP 
```
public
 
function
 
isValidIK
(
int
 
$ik
)
:
 
bool

{

    
$parts
 
=
 
str_split
(
substr
(
$ik
,
 
2
));

    
$ikControlNo
 
=
 
array_pop
(
$parts
);

    
$sum
 
=
 
0
;

    
foreach
 
(
$parts
 
as
 
$position
 
=>
 
$part
)
 
{

        
$product
 
=
 
$part
 
*
 
(
$position
 
%
 
2
 
===
 
1
 
?
 
1
 
:
 
2
);

        
$sum
 
+=
 
$product
 
>
 
9
 
?
 
$product
 
-
 
9
 
:
 
$product
;

    
}

    
return
 
$sum
 
%
 
10
 
===
 
(
int
)
$ikControlNo
;

}

```

## Gespeicherte Daten
Unter dem IK werden Name, Berufsbezeichnung, Branchenbezeichnung, Art der Leistungsabrechnung, Anschrift, Geldinstitut, IBAN, Kontoinhaber, Telefonnummer, Mobiltelefonnummer und Faxnummer sowie das Gültigkeitsdatum, ab dem das IK beziehungsweise eine Änderung der gespeicherten Daten gültig ist, gespeichert und an die Träger der Sozialversicherung für die maschinelle Erledigung des Abrechnungsverfahrens und des Zahlungsverkehrs weitergeleitet.

## Beteiligte Einrichtungen und Sozialversicherungsträger
In Deutschland sind die 
- Ortskrankenkassen (AOKs)
- Betriebskrankenkassen
- Innungskrankenkassen
- See-Krankenkasse
- Deutsche Rentenversicherung Knappschaft-Bahn-See
- Ersatzkassen
- gesetzlichen Pflegeversicherungen
- Deutsche Rentenversicherung Bund
- Deutsche Rentenversicherung Regionalträger (z. B. Deutsche Rentenversicherung Westfalen, Deutsche Rentenversicherung Braunschweig-Hannover)
- gewerblichen Berufsgenossenschaften einschließlich der Seeberufsgenossenschaft
- Unfallversicherungsträger der öffentlichen Hand
- Sozialversicherung für Landwirtschaft, Forsten und Gartenbau (SVLFG)
- Künstlersozialkasse (KSK)
- Bundesagentur für Arbeit

an der IK-Vereinbarung beteiligt. Die Spitzenverbände der am IK-Verfahren beteiligten Stellen haben eine "Arbeitsgemeinschaft Institutionskennzeichen" mit Sitz bei der DGUV (zum Zeitpunkt der Vereinbarung: Hauptverband der gewerblichen Berufsgenossenschaften, HVBG) in Sankt Augustin gegründet, deren „Sammel- und Vergabestelle Institutionskennzeichen“ (SVI) die IK vergibt und pflegt. Die beteiligten Stellen erhalten wöchentlich die Änderungen.

## Verfahren
Jeder Vertragspartner der Träger der Sozialversicherung (Leistungserbringer), der im Rahmen der Aufgaben der Kranken-, Pflege-, Renten-, Unfall- oder Arbeitslosenversicherung, also in allen fünf Säulen der sozialen Sicherung, Leistungen erbringt, kann seinerseits kostenlos ein Institutionskennzeichen beantragen. Für den Antrag gibt es ein zweiseitiges Formular („Erfassungsbeleg Institutionskennzeichen“).
Gibt der Leistungserbringer im Rahmen seiner Rechnungslegung sein Institutionskennzeichen an, kann er einen schnelleren Zahlungseingang als bei Angabe seiner Bankverbindung erwarten. Denn gegengleich erleichtert das IK dem Zahlungspflichtigen bei der maschinellen Erledigung des Abrechnungsverfahrens die Zahlungsabwicklung.